# Itchō Itō
Itchō Itō (jap. 伊藤 一長 Itō Itchō; * 23. August 1945 in Nagato, Präfektur Yamaguchi; † 18. April 2007 in Nagasaki) war ein japanischer Politiker und von 1995 bis zu seinem Tod Bürgermeister von Nagasaki. 
Sein bürgerlicher Name war Kazunaga Itō (伊藤 一長 Itō Kazunaga), die Kun-Lesung der verwendeten Schriftzeichen, während er für sein politisches Leben die On-Lesung Itchō Itō verwendete.
Am 17. April 2007 wurde Itō nach einer Wahlkampfveranstaltung von Tetsuya Shiroo (城尾哲弥 Shiroo Tetsuya, † 22. Januar 2020), Mitglied der Yakuza-Gruppe Yamaguchi-gumi, niedergeschossen. Itō wurde in das Klinikum der medizinischen und zahnmedizinischen Fakultät der Universität Nagasaki gebracht, wo er am Morgen des 18. April infolge seines hohen Blutverlustes starb. Der Attentäter wurde in erster Instanz zum Tode verurteilt, in zweiter Instanz wurde die Strafe auf lebenslange Freiheitsstrafe reduziert.
Itō war der zweite Bürgermeister von Nagasaki, der einem Attentat zum Opfer fiel. Bereits 1990 wurde der damalige Bürgermeister Motoshima Hitoshi niedergeschossen, überlebte jedoch.
Itō, der der regierenden Liberaldemokratischen Partei nahestand, war während seiner Amtszeit als entschiedener Atomwaffengegner auch auf internationaler Ebene bekannt geworden. Zudem kritisierte er das Gedenken von Kriegsverbrechern im Yasukuni-Schrein.